# Sonia Robatto
Sonia Robatto (Salvador, Bahia, 1937) é uma atriz, bibliotecária e escritora de livros infantis.

## Biografia
Sonia nasceu em Salvador e era filha do dentista e cineasta Alexandre Robatto Filho, primeiro cineasta da Bahia. Foi aluna da primeira turma da Escola de Teatro da Ufba, onde atuou em espetáculos como, As Três Irmãs (1958), A Almanjarra (1958), A Via Sacra (1958). Destacou-se, também, como membro-fundadora da Sociedade Teatro dos Novos, primeira companhia profissional de teatro da Bahia (1959) e criou o Teatro Vila Velha (1964). Após seu casamento, morou no Rio de Janeiro e em São Paulo, onde começou a escrever para crianças.
Em 1969,Sonia Robatto, ao apresentar seu original, História da Sapa Cristina, à Editora Abril, acabou selecionada para criar e ser a editora da Revista Recreio na sua primeira fase, que, além das histórias, teve o mérito de propôr exercícios que desenvolviam a motricidade, baseados na doutrina de Jean Piaget. Sonia foi a responsável, através da revista, pelo lançamento de autores consagrados como Ana Maria Machado, Ruth Rocha, Joel Rufino dos Santos, Magui  e outros.
Nos anos 80, a escritora tornou-se responsável pelo projeto da Coleção Taba (revistas em fascículos, acompanhadas por discos infantis, que reuniram grandes nomes da MPB, sob a coordenação musical de Tom Zé). Para esta publicação, Robatto criou, entre outras histórias:  O Vaqueiro Misterioso, O Bicho Folhagem, A Ratinha Ritinha  e Marte Invade a Terra (já publicada anteriormente pela Revista Recreio edição nº 05).
Em sua carreira de escritora, escreveu e publicou em revistas, fascículos e livros, mais de 400 histórias infantis.
Em 2001, sua obra mais importante, Pé de Guerra, foi adaptada para o teatro por Márcio Meirelles. Encenada em Salvador, acabou recebendo o prêmio Copene de melhor montagem em 2001.
Atualmente, Sonia reside na capital baiana, ainda escrevendo e atuando.

## Principais Obras
- História da Sapa Cristina
- A Menina Sem Jeito
- Pé de Guerra
- Uma nuvem chamada Fofinha e outras histórias
- A Casa Barriga - Memórias de um Bebê
- A Viagem de Retalhos
- Auto da Miséria Divina
- O segredo do curumim
- A Ciranda do Medo
- Natal com lua cheia
- O Vaqueiro Misterioso
- O Bicho Folhagem
- Nana Nenê: Uma História para cada dia
- Lilica, a Formiga
- A Mágica das Plantas
- Lia, a Centopeia
- Lucas, o Menino que Descobriu o Tempo

## Ligações Externas
- A Tarde on Line - Entrevista com Sonia Robatto
- O Tempo on Line- Entrevista com Ruth Rocha